# Alegoría

Alegoría de la caverna de Platón

La alegoría, del griego ἀλληγορία (allegoría) «figuradamente», es una figura literaria o tema artístico, que busca representar una idea valiéndose de formas humanas, de animales u objetos cotidianos.
La alegoría pretende dar una imagen a lo que no tiene imagen, para que pueda ser mejor entendido por la generalidad. Dibujar lo abstracto, hacer «visible» lo que solo es conceptual, obedece a una intención didáctica. Así, una mujer ciega con una balanza es alegoría de la justicia, y un esqueleto que porta una guadaña es alegoría de la muerte. El creador de alegorías suele esforzarse en explicarlas para que todos puedan comprenderlas. Por su carácter evocador, se empleó profusamente como recurso en temas religiosos y profanos. Fue utilizada desde la Antigüedad, en la época del Egipto faraónico, la Antigua Grecia, Roma, la Edad Media y el Barroco, aunque el uso del término "alegoría" en gramática y retórica comienza en el siglo I a. C. con Cicerón y Quintiliano como principales sistematizadores.
Una alegoría puede entenderse como una temática artística o una figura literaria utilizada para simbolizar una idea abstracta a partir de recursos que permitan representarla, ya sea apelando a individuos, animales u objetos. Por citar un ejemplo: la imagen de una calavera con dos huesos cruzados constituye una alegoría de la piratería.

«… contra la desafortunada confusión entre símbolo y alegoría. La alegoría es una representación más o menos artificial de generalidades y abstracciones perfectamente cognoscibles y expresables por otras vías. El símbolo es la única expresión posible de lo simbolizado, es decir, del significado con aquello que simboliza. Nunca se descifra por completo. La percepción simbólica opera una transmutación de los datos inmediatos (sensible, literales), los vuelve transparentes. Sin esta transparencia resulta imposible pasar de un plano al otro. Recíprocamente sin una pluralidad de sentidos escalonados en perspectiva ascendente, la exégesis simbólica desaparece, carente de función y de sentido».
Henry Corbin

También se denomina alegoría a un procedimiento retórico de más amplio alcance, en tanto que por él se crea un sistema extenso y subdividido de imágenes metafóricas que representa un pensamiento más complejo o una experiencia humana real, y en ese sentido puede constituir obras enteras, como el Roman de la Rose de Jean de Meung; la alegoría se transforma entonces en un instrumento cognoscitivo y se asocia al razonamiento por analogías o analógico.
Tzvetan Todorov dice que una alegoría implica la existencia de, por lo menos, dos sentidos para las mismas palabras; se nos dice a veces que el sentido primero debe desaparecer, y otras que ambos deben estar juntos. En segundo lugar, este doble sentido está indicado en la obra explícitamente y no depende de la interpretación. La imposibilidad de atribuir un sentido alegórico a los elementos sobrenaturales del cuento, nos remite al sentido literal.
Los escritores y oradores suelen utilizar alegorías para transmitir significados (semi)ocultos o complejos a través de figuras, acciones, imágenes o acontecimientos simbólicos, que en conjunto crean el significado moral, espiritual o político que el autor desea transmitir. Muchas alegorías utilizan la personificación de conceptos abstractos.

## Etimología

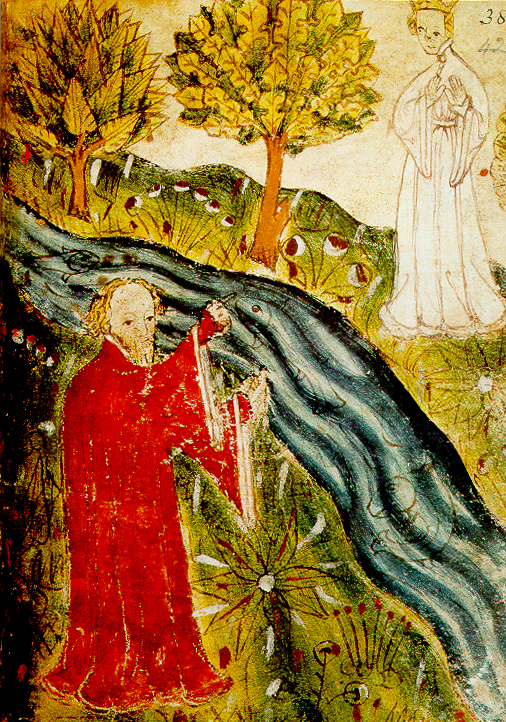
Perla, miniatura de Algodón Nero A.x. El Soñador se encuentra al otro lado del arroyo de la doncella Perla. Perla es una de las mayores alegorías de la Alta Edad Media.

Atestiguada por primera vez en inglés en 1382, la palabra alegoría procede del latín allegoria, latinización del griego ἀλληγορία (alegoría), "lenguaje velado, figurado", que a su vez procede tanto de ἄλλος (allos), "otro, diferente" como de ἀγορεύω (agoreuo), "arengar, hablar en la asamblea", que procede de ἀγορά (agora), "asamblea".

## Alegoría literaria
Por ejemplo, Omar Khayyam afirma que la vida humana es como una partida de ajedrez, en la cual las casillas negras representan las noches y las blancas los días; en ella, el jugador es una pieza más en el tablero. Jorge Manrique, por otra parte, afirma, tomándolo del Eclesiastés, que nuestras vidas son ríos y como ellos solo parecen diferentes en su curso y caudal, pero no en su final, que es el mar/la muerte: el final ha sido ya escrito, pero no el transcurso de la vida. Y Bernardo de Chartres enseñaba que somos «enanos a hombros de gigantes», porque por nosotros mismos no podemos ver muy lejos, pero subidos a hombros del saber antiguo podemos ver incluso más de lo que vieron los grandes hombres del pasado.
El significado alegórico es también uno de los cuatro que es posible extraerle a la Sagrada Escritura según los teólogos. Por otra parte, se conoce como Escuela alegórico-dantesca la poesía alegórica española del siglo XV influenciada por la Divina Comedia de Dante Alighieri. Podemos ver en la Divina Comedia de Dante que la loba es alegoría de la traición y el león es alegoría de soberbia. Los principales representantes fueron don Íñigo López de Mendoza, el Marqués de Santillana y Juan de Mena.
El dramaturgo barroco Pedro Calderón de la Barca llevó a su perfección el subgénero dramático alegórico en un acto de tema eucarístico denominado auto sacramental, donde los personajes son en realidad alegorías de conceptos abstractos. En El verdadero dios Pan, define así la alegoría:
La alegoría no es más
que un espejo que traslada
lo que es con lo que no es,
y está toda su elegancia
en que salga parecida
tanto la copia en la tabla,
que el que está mirando a una
piense que está viendo a entrambas.
Un buen ejemplo de alegoría son los siguientes versos de Jorge Manrique:
Este mundo es el camino
para el otro, que es morada
sin pesar
mas cumple tener buen tino
para andar esta jornada
sin errar.
Partimos cuando nacemos
andamos, mientras vivimos,
y llegamos
al tiempo que fallecemos
así que cuando morimos
descansamos.
(Coplas a la muerte de su padre)
O estas frases de Cervantes:

«Dime: ¿no has visto tú representar alguna comedia adonde se introducen reyes, emperadores y pontífices, caballeros, damas y otros diversos personajes? Uno hace el rufián, otro el embustero, éste el mercader, aquél el soldado, otro el simple discreto, otro el enamorado simple; y, acabada la comedia y desnudándose de los vestidos della, quedan todos los recitantes iguales.

-Sí he visto —respondió Sancho.
-Pues lo mismo —dijo don Quijote— acontece en la comedia y trato de este mundo, donde unos hacen los emperadores, otros los pontífices, y, finalmente, todas cuantas figuras se pueden introducir en una comedia; pero, en llegando al fin, que es cuando se acaba la vida, a todos les quita la muerte las ropas que los diferenciaban, y quedan iguales en la sepultura.
-¡Brava comparación! —dijo Sancho—, aunque no tan nueva que yo no la haya oído muchas y diversas veces, como aquella del juego del ajedrez, que, mientras dura el juego, cada pieza tiene su particular oficio; y, en acabándose el juego, todas se mezclan, juntan y barajan, y dan con ellas en una bolsa, que es como dar con la vida en la sepultura.

-Cada día, Sancho —dijo don Quijote—, te vas haciendo menos simple y más discreto».
Quijote, II

## La alegoría en la filosofía
En la filosofía, una alegoría se usa para ilustrar ideas que son difíciles de comprender, especialmente cuando se quiere explicar un concepto abstracto. Por lo general, este recurso  es utilizado en libros y tratados filosóficos. Algunos de los filósofos que han recurrido a este han sido Platón, Hegel y Kant.

### La alegoría de la caverna de Platón
En la alegoría de la caverna, Platón busca explicar que la humanidad no puede acceder al verdadero conocimiento, aunque lo intente; sino que solo ve una sombra de este. Esta alegoría consiste en una cueva, donde se encuentra un grupo de prisioneros y una fogata, que proyecta las sombras de lo que ocurre fuera de la cueva. Los prisioneros consideran que las sombras que ven son la verdad y cuando uno de ellos sale de la caverna, por haber estado tanto tiempo en la oscuridad, ve con dificultad el mundo exterior que era la verdad.

### Dialéctica del amo y el esclavo
En esta alegoría, Hegel busca explicar la historia universal y su teoría del desarrollo la autoconciencia. Para Hegel, la historia universal consiste en una sociedad en la que se han desarrollado relaciones desiguales, donde hay una entidad reconocida como el amo, y una que reconoce al amo, es decir, el esclavo. Esto debido a que, al haber un choque de deseos de los individuos, la entidad reconocida intenta imponerse sobre los otros. Esto es importante ya que construimos nuestra propia identidad dependiendo de la forma en la que nos relacionemos con los otros.

### La paloma de Kant
En Crítica de la razón pura (1781), Kant utiliza la alegoría como un recurso retórico para ampliar el sentido de una metáfora. En esta alegoría, Kant hace un juicio sobre la metafísica, afirmando que esta no hace parte de la razón pura porque no puede ser una ciencia al no tener ninguna certeza en sus ideas. Para esto, él dice que la metafísica es como una paloma que vuela por el espacio vacío, sin ningún apoyo, ni ningún fundamento. Además, Kant ejemplifica esto con el filósofo Platón, ya que este último confiaba en la verdad de sus ideas metafísicas, pero para Kant estas solo son especulaciones ya que no tienen una base o una certeza de la cual partir para desarrollar otras ideas.

«La ligera paloma, que siente la resistencia del aire que surca al volar libremente, podría imaginarse que volaría mucho mejor aún sin un espacio vacío. De esta misma forma abandonó Platón el mundo de los sentidos, por imponer límites tan estrechos al entendimiento. Platón se atrevió a ir más allá de ellos, volando en el espacio vacío de la razón pura por medio de las alas de las ideas. No se dio cuenta de que, con todos sus esfuerzos, no avanzaba nada, ya que no tenía punto de apoyo, por así decirlo, no tenía base donde sostenerse y donde aplicar sus fuerzas para hacer mover el entendimiento. Pero suele ocurrirle a la razón humana que termina cuanto antes su edificio en la especulación y no examina hasta después si los cimientos tienen el asentamiento adecuado.»

## La alegoría en la pintura
En historia del arte es la representación artística de ideas abstractas por medio de figuras o atributos. Son características las alegorías del pintor flamenco El Bosco, en El carro de heno o El jardín de las delicias, aunque también son propias de otros autores, como Botticelli en su Alegoría de la Primavera, o La calumnia de Apeles.

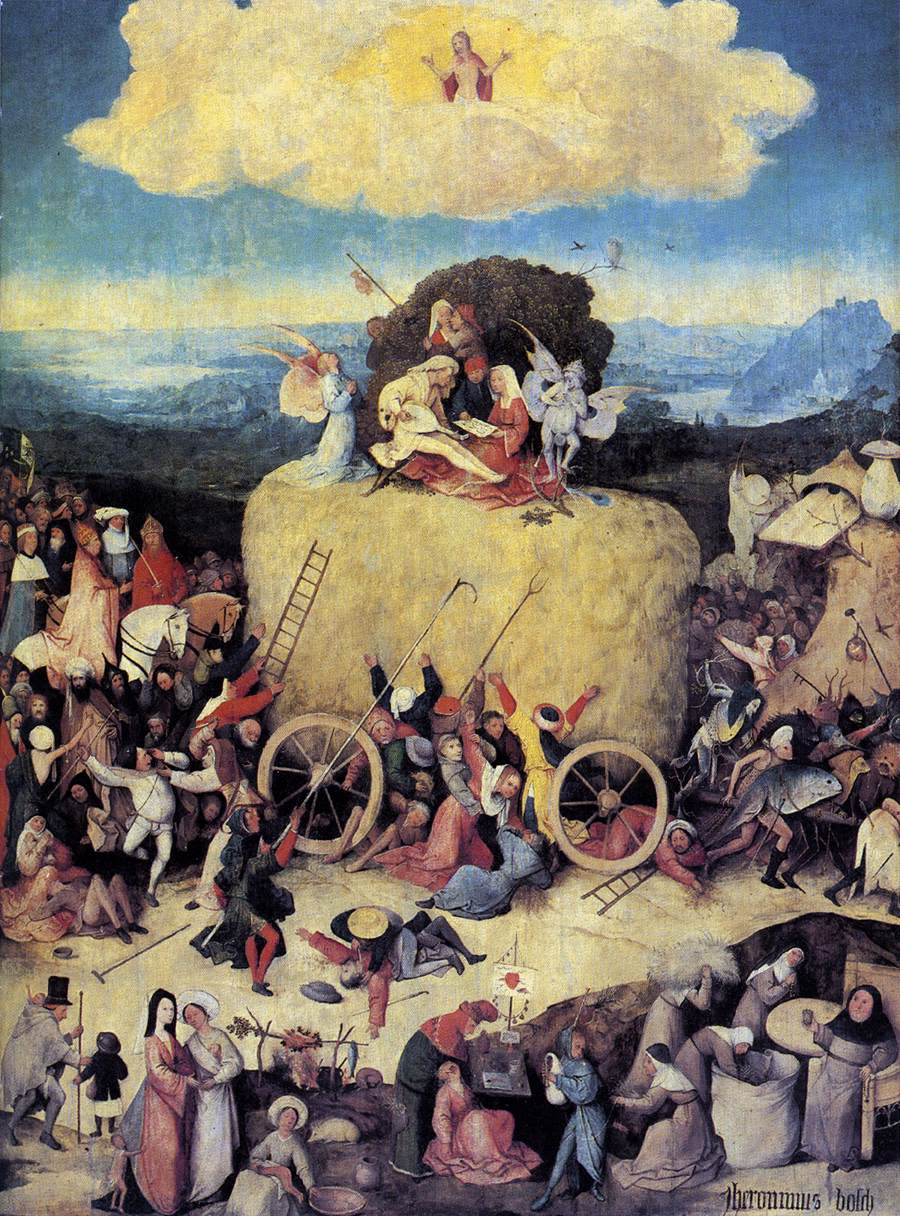
El carro de heno
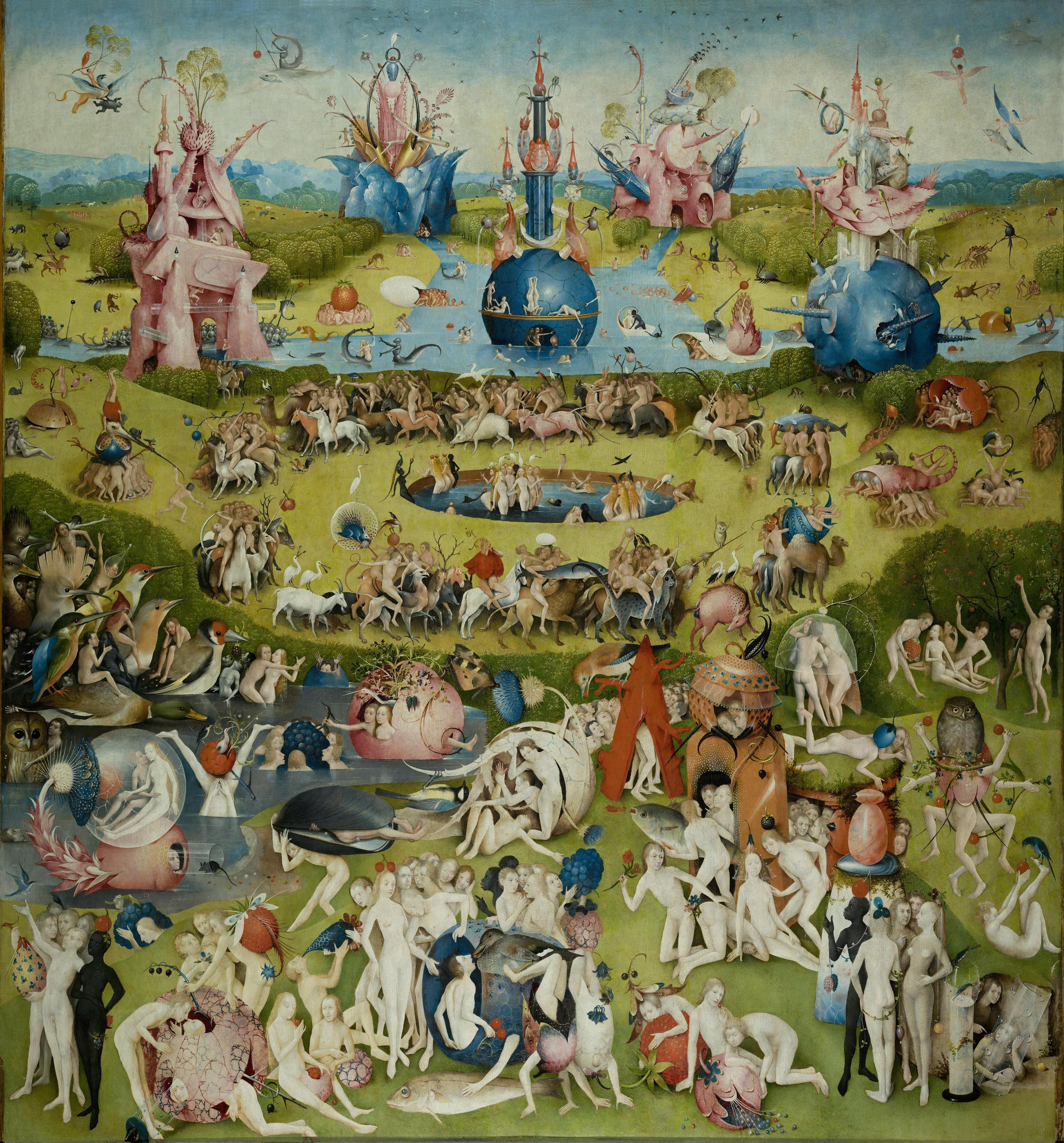
El Jardín de las delicias
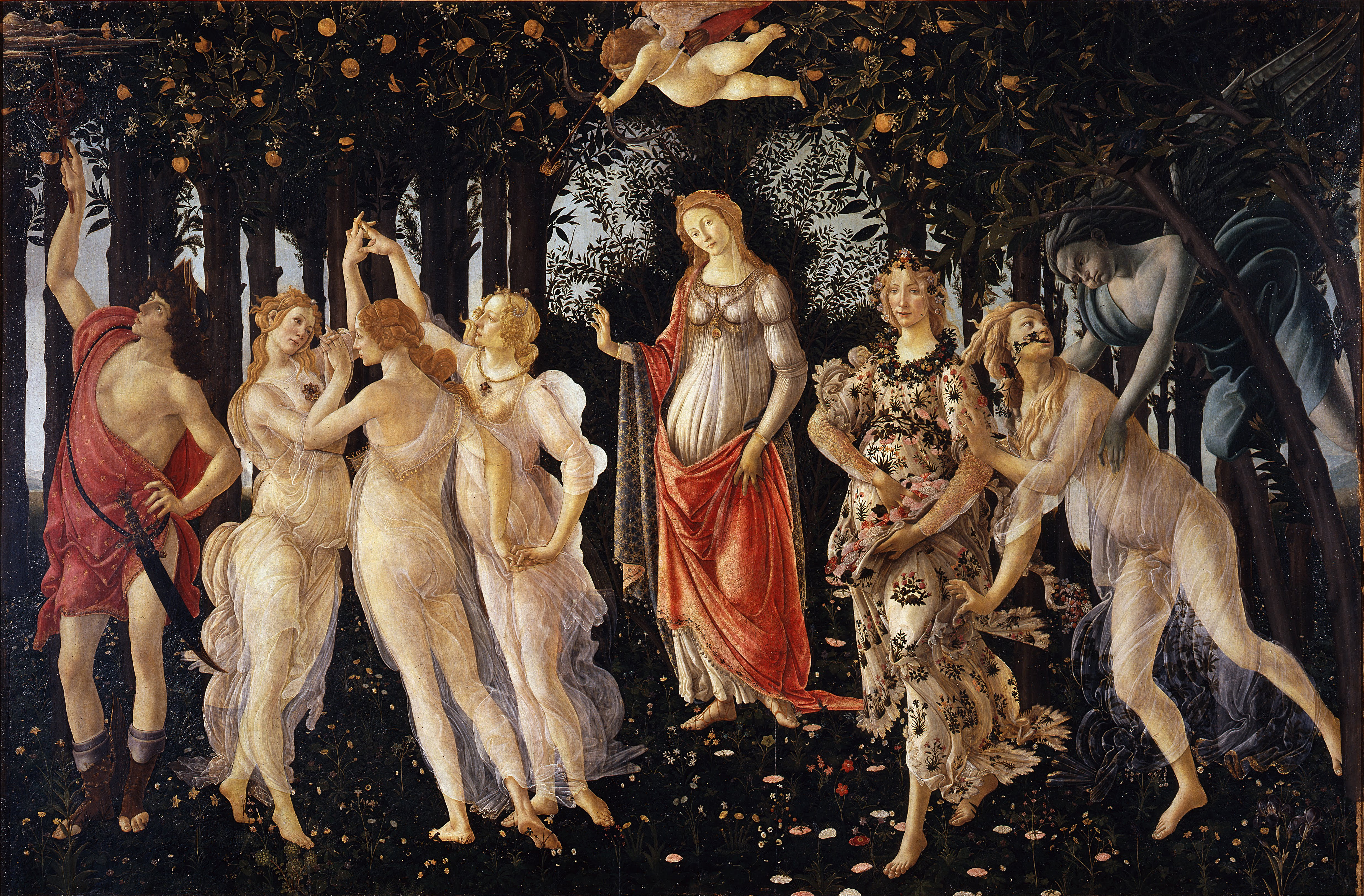
Alegoría de la Primavera
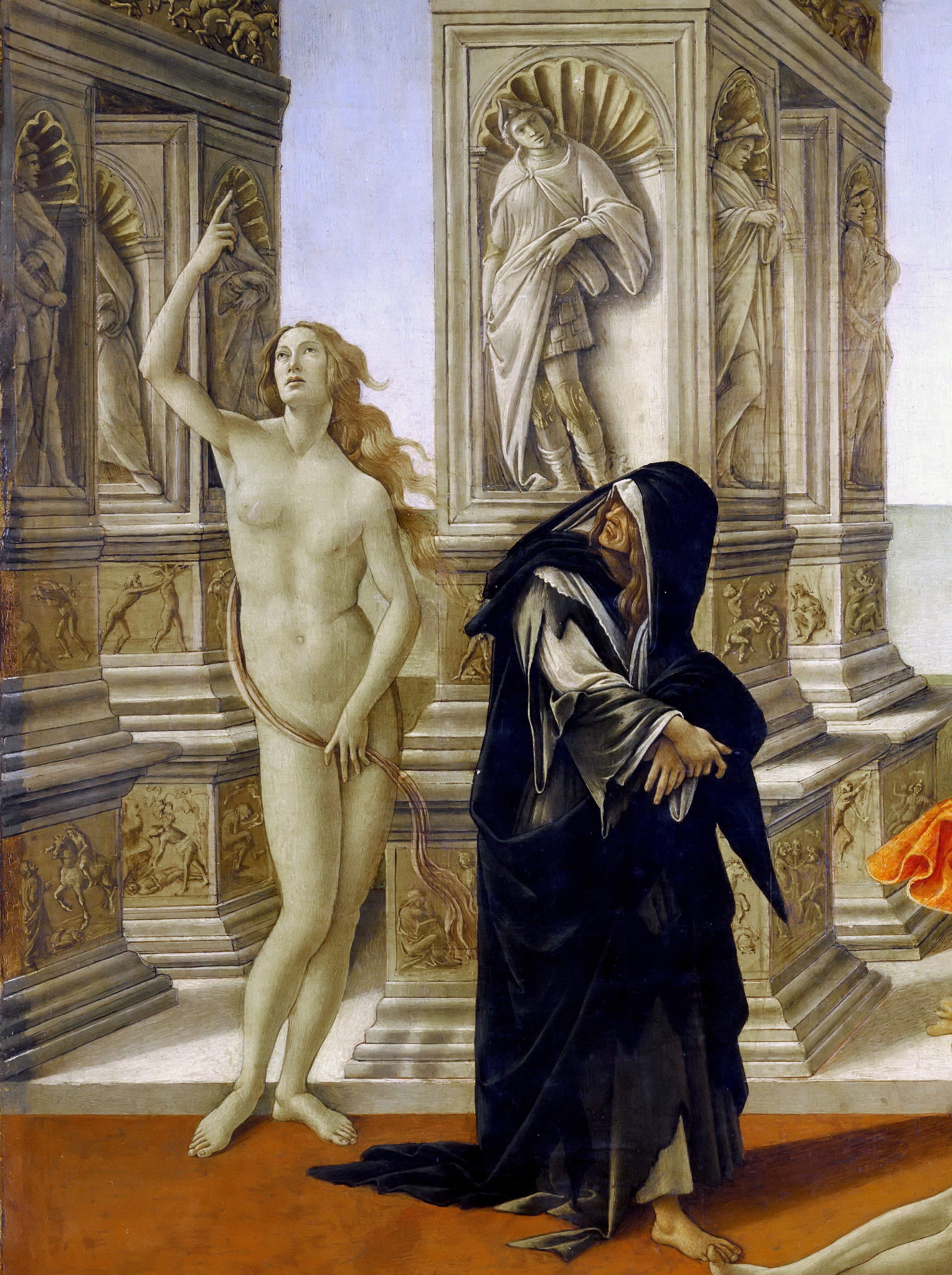
La calumnia de Apeles
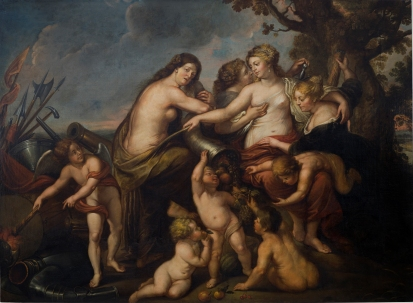
Alegoría de la Paz y la felicidad del Estado
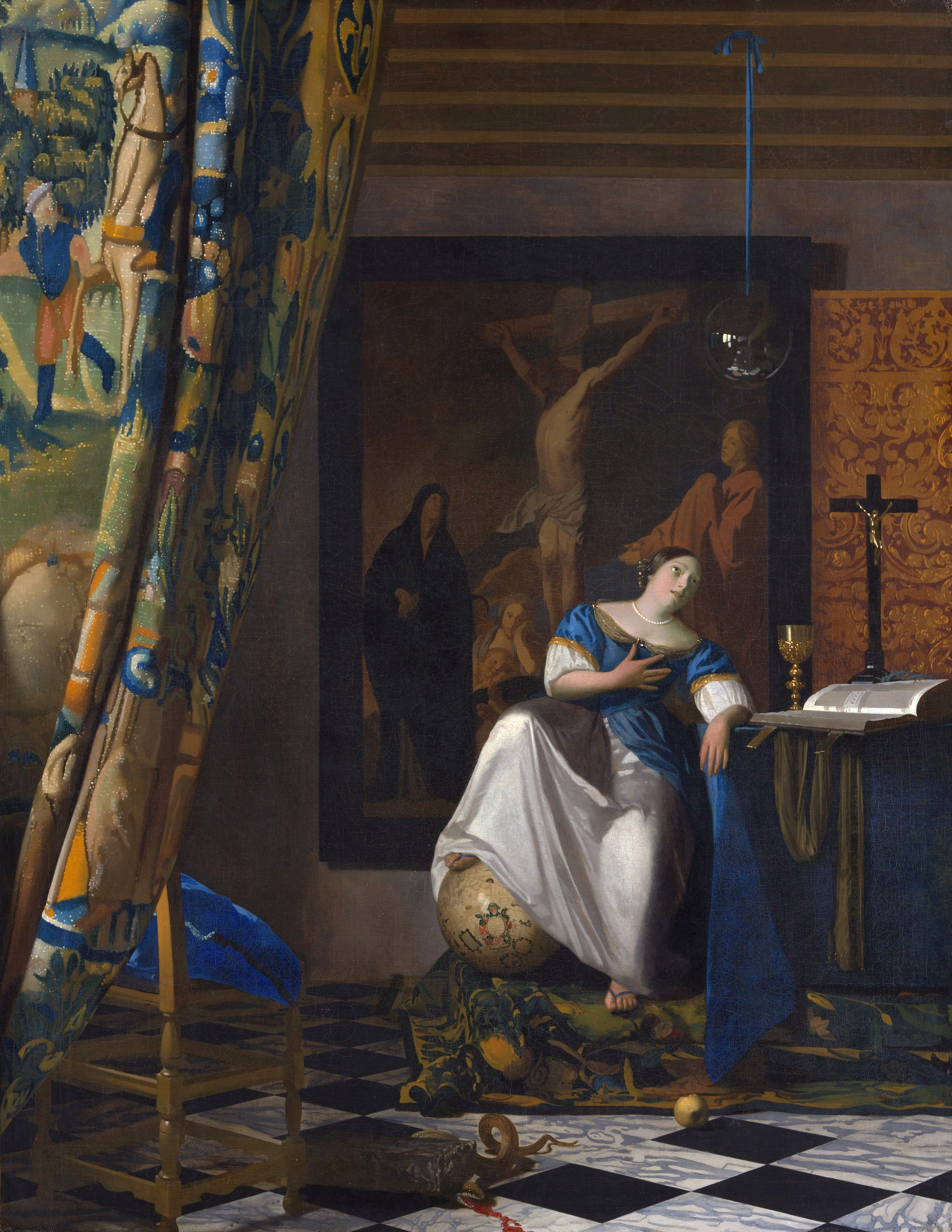
Alegoría de la fe